# Sombrero de catite

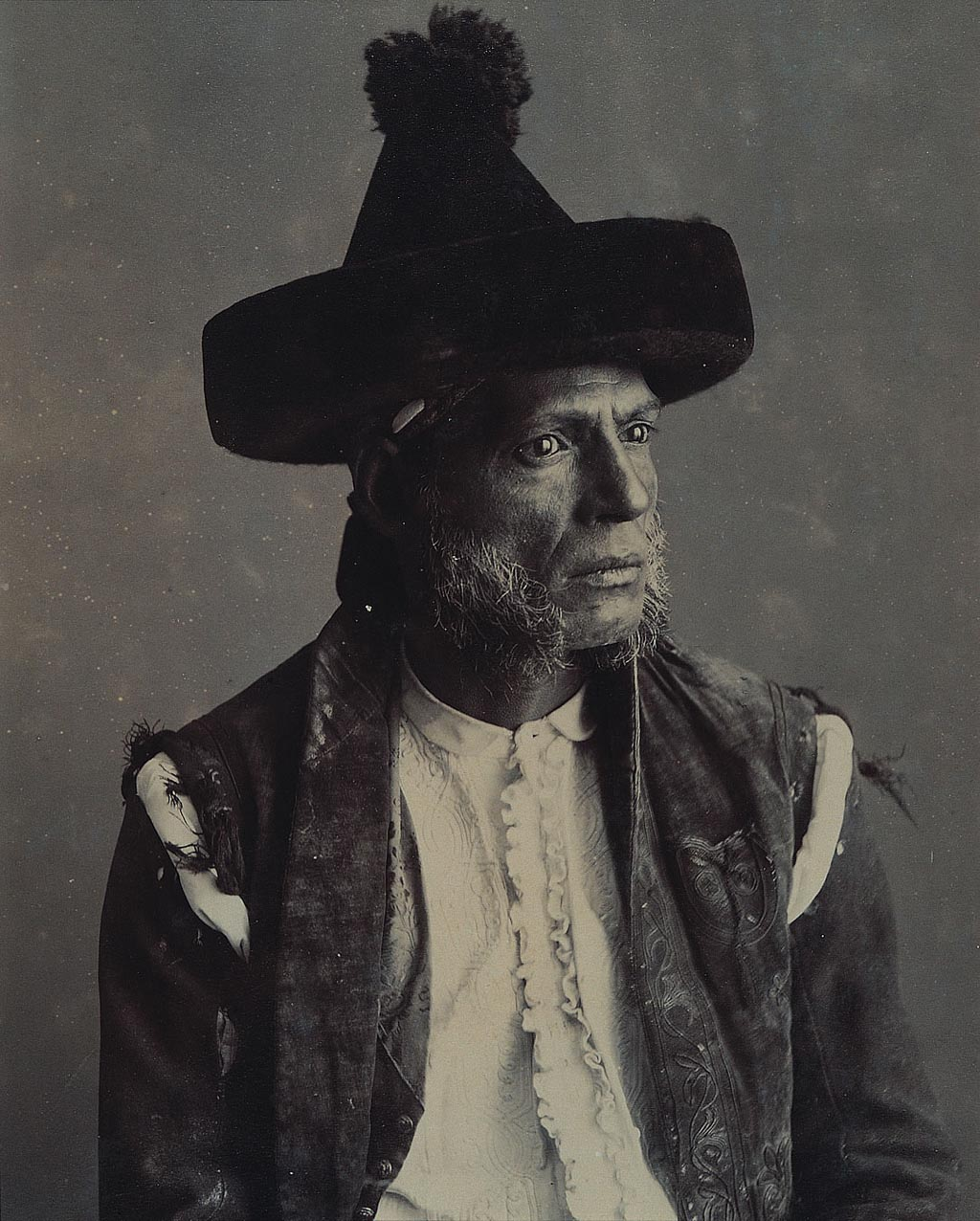
Chorrojumo, gitano del Sacromonte granadino tocado con un catite

El sombrero de catite o simplemente el catite es un sombrero tradicional de Andalucía, en España, que recibe ese nombre por el parecido de su copa con la forma cónica de un dulce así llamado.
Se trata de un sombrero de copa cónica alta y de ala ancha doblada hacia arriba formando un borde de perfil rectangular. Suele llevarse sobre un pañuelo atado en la nuca que cubre la cabeza.